# Papinniemi herrgård

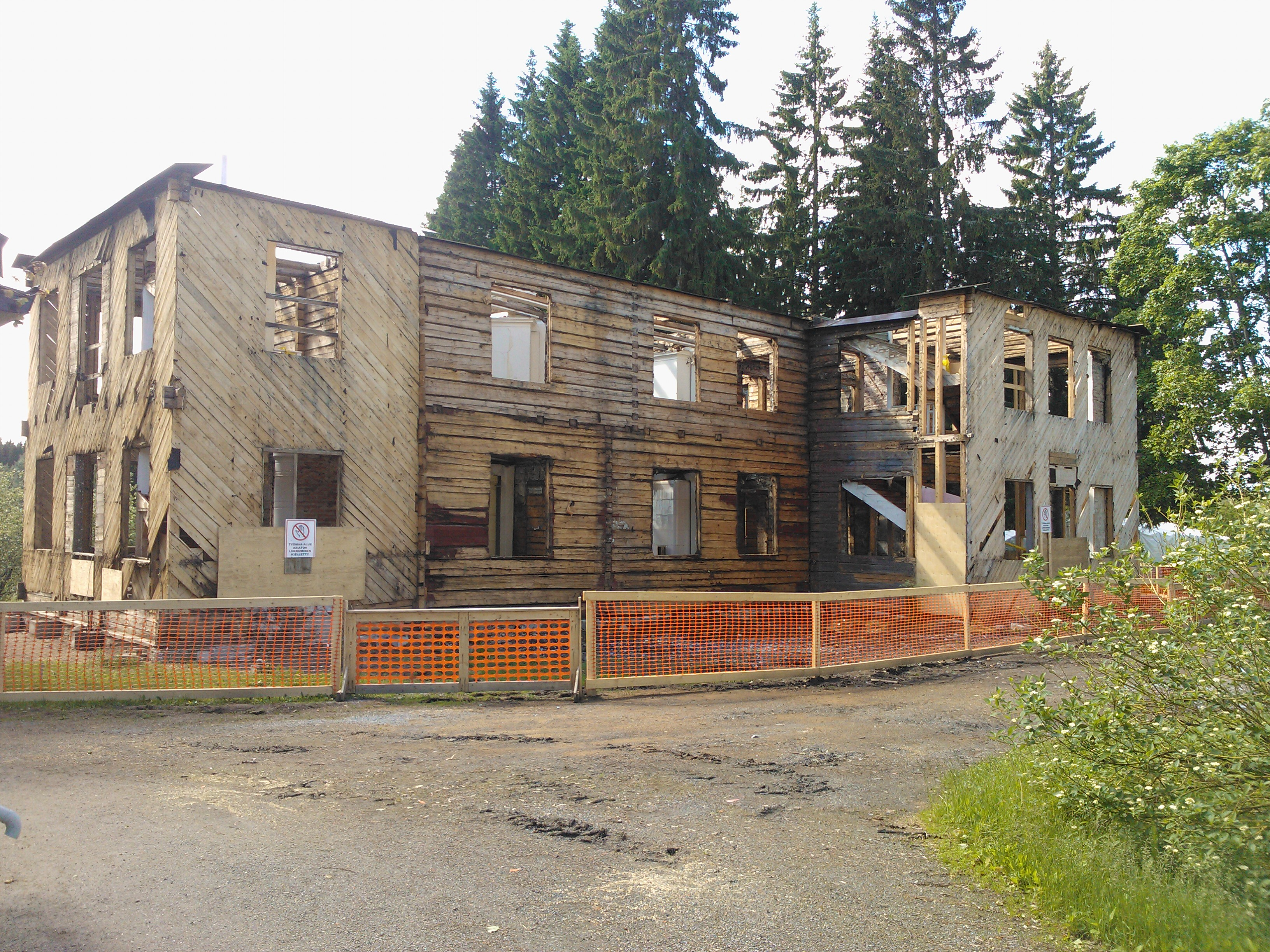

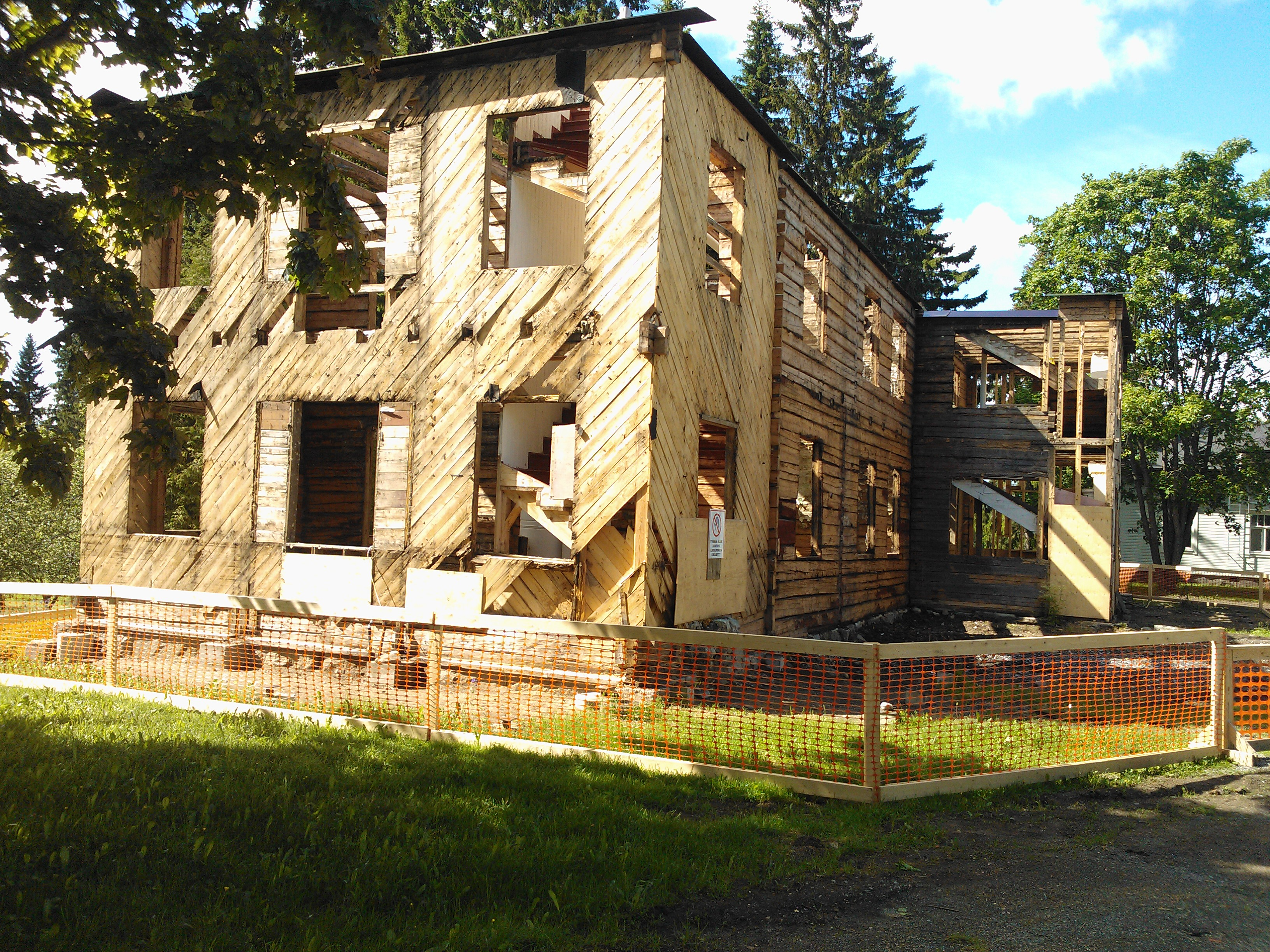
Papinniemi herrgårdsbyggnad efter branden 2011.

Papinniemi herrgård är en tidigare egendom i Heinävesi kommun i landskapet Norra Karelen i östra Finland. Egendomen är idag känd som Valamo nya kloster, och själva herrgårdsbyggnaden förstördes i en brand 2011.

## Historia
Markerna kring Papinniemi ingick redan på 1500-talet i kungsgården Strandgårds ägor i Rantasalmi socken, dit även Heinävesi hörde. Strandgård är första gången nämnd 1538 som en förläning till en Tomas Uttermark och 1550 som bostad för länsmannen Hartvig Sigfridsson. Namnet Papinniemi, vilket på finska betyder 'Prästens halvö', torde härröra från kyrkoherden i Rantasalmi Johan Kyander, som 1710 förvärvade Strandgård och därmed även det avlägsna och svårtillgängliga Papinniemi. Dessförinnan var området på 1500-talet helt obefolkat, med ett under 1600-talet endast långsamt växande antal torp och gårdar. Däremot var ägorna långt mera omfattande i denna avlägsna periferi, vilket fick stor betydelse för utvecklingen. 
Papinniemi blev egen herrgård på 1770-talet, då ägaren fänrik Johan (Johansson) Kyander anlade en större byggnad och valde att flytta till denna. Efter storskiftet 1804 blev Papinniemi officiellt godsets huvudgård och Strandgård därmed degraderad till utgård.
På 1800-talet var Strandgårds areal 280 hektar (1859) och hade fem underlydande torp (1830), medan Papinniemis ägor omkring 1830 omfattade 1 806 hektar och 30 torp. Ägorna växte ytterligare, och under Johan Henrik Kyander ingick Papinniemi i ett komplex av gårdar som utöver Papinniemi och Strandgård även omfattade Karvio gård i Heinävesi, Kopolanniemi i Leppävirta samt Lamminpohja i Rantasalmi. Efter hans död 1840 styckades ägorna upp i fem delar, av vilka Papinniemi var den näst största. Papinniemi förblev i samma släkt till 1880-talet, då det såldes till generalmajor K. Hj. Granfelt, vilken sålde det vidare 1892 till skogsbolaget AB Enso Oy. 1908 köptes ägorna av bolaget H. Saastamoinen Oy som ägde dem till 1946.
Papinniemi blev efter den nya gränsdragningen vid Finska vinterkrigets fredsslut 1940 den plats där Valamo nya kloster anlades, efter att det gamla klostret på en ö i sjön Ladoga hamnat på den sovjetiska sidan. Det hävdas att Papinniemi  valdes som plats för det utlokaliserade klostret därför att en ikon föreställande Valamos två skyddshelgon Sergei och Herman hittades i ett av rummen, vilket uppfattades som ett gudomligt tecken. 
Herrgårdsbyggnaden, som på senare år länge stått oanvänd, förstördes i en brand 2011. Det har tvistats mellan klostret och byggnadsvärnet om huruvida byggnaden, som är av kulturhistorisk betydelse, ska återuppbyggas eller ej.

## Byggnaden
Den på 1770-talet anlagda timrade herrgårdsbyggnaden torde ha varit i två våningar, som i senare tid byggdes ut med relativt vidlyftiga flyglar och en tredje våning. Den allra senaste utbyggnaden skedde 1929, och den brädklädda fasaden hade stark prägel av finsk jugendstil. Av äldre byggnader återstår ännu några mindre bostadshus samt ladugårdar och sädesmagasin från 1800-talet. 
I byggnadens omedelbara närhet finns även ett äldre klocktorn och den första kyrkan, som numera är klostrets museum. I äldre ekonomibyggnader har numera gästrum, restaurang med mera anlagts.